# Raritan (pomme)
 (septembre 2011).
Si vous disposez d'ouvrages ou d'articles de référence ou si vous connaissez des sites web de qualité traitant du thème abordé ici, merci de compléter l'article en donnant les références utiles à sa vérifiabilité et en les liant à la section « Notes et références ».
Pour les articles homonymes, voir Raritan.

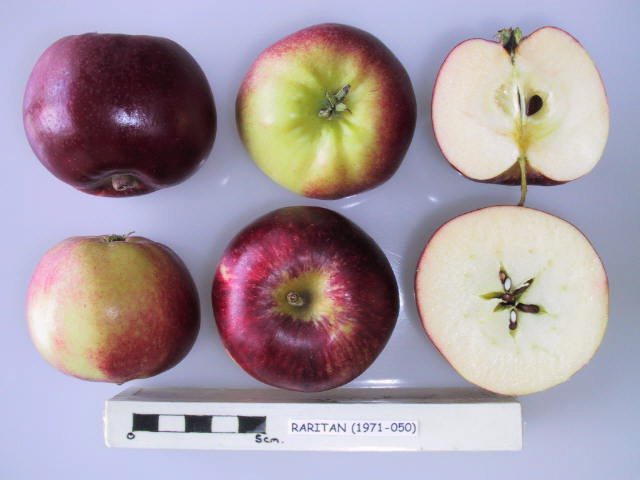

Raritan est un cultivar de pommier domestique.
Nom botanique: Malus domestica Borkh raritan

## Origine
1949, New Jersey, USA; diffusée en 1966.

## Parenté
Pedigree: (Melba × Sonora) × (Melba × (Williams × Starr)).
Descendants:
- Redfree

## Pollinisation
Groupe de floraison: C